# جون هاورد (دوق نورفولك الأول)
جون هاورد، دوق نورفلوك الأول (بالإنجليزية: John Howard, 1st Duke of Norfolk )‏ كان من النبلاء الإنجليز وجندياً عسكرياً وأحد قادة حرب الوردتين الذين شاركوا في إحدى معاركها. يعتبر جون هاورد أول شخص من عائلته يصبح دوقاً لنورفلوك.

## روابط خارجية
- جون هاورد، دوق نورفلوك الأول على موقع الموسوعة البريطانية (الإنجليزية)